# Цианид золота(I)
Цианид золота(I) — неорганическое соединение, соль металла золота и синильной кислоты состава AuCN, при стандартных условиях представляет собой лимонно-жёлтые кристаллы, практически не растворимые в воде.

## Получение
- Обработка раствора димера хлорида золота(III) цианидом калия:

{\displaystyle {\mathsf {Au_{2}Cl_{6}+6KCN\ {\xrightarrow {\ }}\ 2AuCN\downarrow +6KCl+2(CN)_{2}\uparrow }}}
- Взаимодействие гидроксида золота с синильной кислотой:

{\displaystyle {\mathsf {Au(OH)_{3}+3HCN\ {\xrightarrow {\ }}\ AuCN\downarrow +3H_{2}O+(CN)_{2}\uparrow }}}
{\displaystyle {\mathsf {AuOOH+3HCN\ {\xrightarrow {\ }}\ AuCN\downarrow +2H_{2}O+(CN)_{2}\uparrow }}}
- Обработка растворов дицианоауратов сильными кислотами при небольшом нагревании:

{\displaystyle {\mathsf {Me[Au(CN)_{2}]+HNO_{3}\ {\xrightarrow {50^{o}C}}\ \ AuCN\downarrow +MeNO_{3}+HCN\uparrow }}}
{\displaystyle {\mathsf {Me[Au(CN)_{2}]_{2}\cdot 2H_{2}O+2HCl\ {\xrightarrow {-2H_{2}O}}\ \ 2AuCN\downarrow +MeCl_{2}+2HCN\uparrow }}}
{\displaystyle {\mathsf {Na[Au(CN)_{2}]+HNO_{3}\ {\xrightarrow {\ }}\ AuCN\downarrow +NaNO_{3}+HCN\uparrow }}}
- Разложение цианида золота(III):

{\displaystyle {\mathsf {Au(CN)_{3}\ {\xrightarrow {T}}\ \ AuCN\downarrow +(CN)_{2}\uparrow }}}

## Физические свойства
Цианид золота образует лимонно-жёлтые кристаллы гексагональной структуры, с плотностью около 7,122 г/см3. Практически не растворяется в воде, но растворяется в растворах цианидов щелочных металлов, а также в растворе гексацианоферрата (II) калия.

## Химические свойства
- Взаимодействует с цианидом калия:

{\displaystyle {\mathsf {AuCN+KCN\ {\xrightarrow {\ }}\ K[Au(CN)_{2}]}}}
- Реакция с гексацианоферратом (II) калия в присутствии кислорода:

{\displaystyle {\mathsf {16AuCN+4K_{4}[Fe(CN)_{6}]\cdot 3H_{2}O+O_{2}\ {\xrightarrow {\ }}\ 4Fe(OH)_{3}\downarrow +16K[Au(CN)_{2}]+8HCN\uparrow +2H_{2}O}}}
- Разложение при нагревании происходит по реакции:

{\displaystyle {\mathsf {2AuCN\ {\xrightarrow {T}}\ \ 2Au+(CN)_{2}\uparrow }}}